# Gruchet-le-Valasse
Gruchet-le-Valasse é uma comuna francesa na região administrativa da Normandia, no departamento de Sena Marítimo. Estende-se por uma área de 14,22 km². Em 2010 a comuna tinha 3 200 habitantes (densidade: 225 hab./km²).